# Ernst Roeber
Ernest Roeber (né le 23 juin 1849 à Elberfeld, province de Rhénanie et mort le 2 novembre 1915 à Düsseldorf) est un peintre prussien de l'école de Düsseldorf.

## Biographie
Roeber est le fils du banquier et écrivain Friedrich Roeber (de) (1819-1901) à Elberfeld. Son père y est fondé de pouvoir et plus tard associé de la maison de la Bankhaus von der Heydt-Kersten & Söhne (de). Après avoir étudié au lycée d'Elberfeld (1858-1867) et y avoir obtenu son diplôme, Ernst Roeber - comme son frère cadet Fritz (1851-1924) - reçoit sa formation artistique à l'Académie des beaux-arts de Düsseldorf. Il y reçoit également des cours particuliers du peintre Eduard Bendemann. De 1880 à 1901, il enseigne en autodidacte à l'Académie de Düsseldorf. Le 23 mai 1901, il se marie avec Helene Schlieper, née Baum (1846-1912), la veuve de l'industriel Gustav Schlieper (de), à Elberfeld. Cette année-là, il se rend à Berlin, mais revient plus tard à Düsseldorf. Roeber est membre de la Société générale d'art allemande et de l'association d'artistes Malkasten.

## Œuvres (sélection)

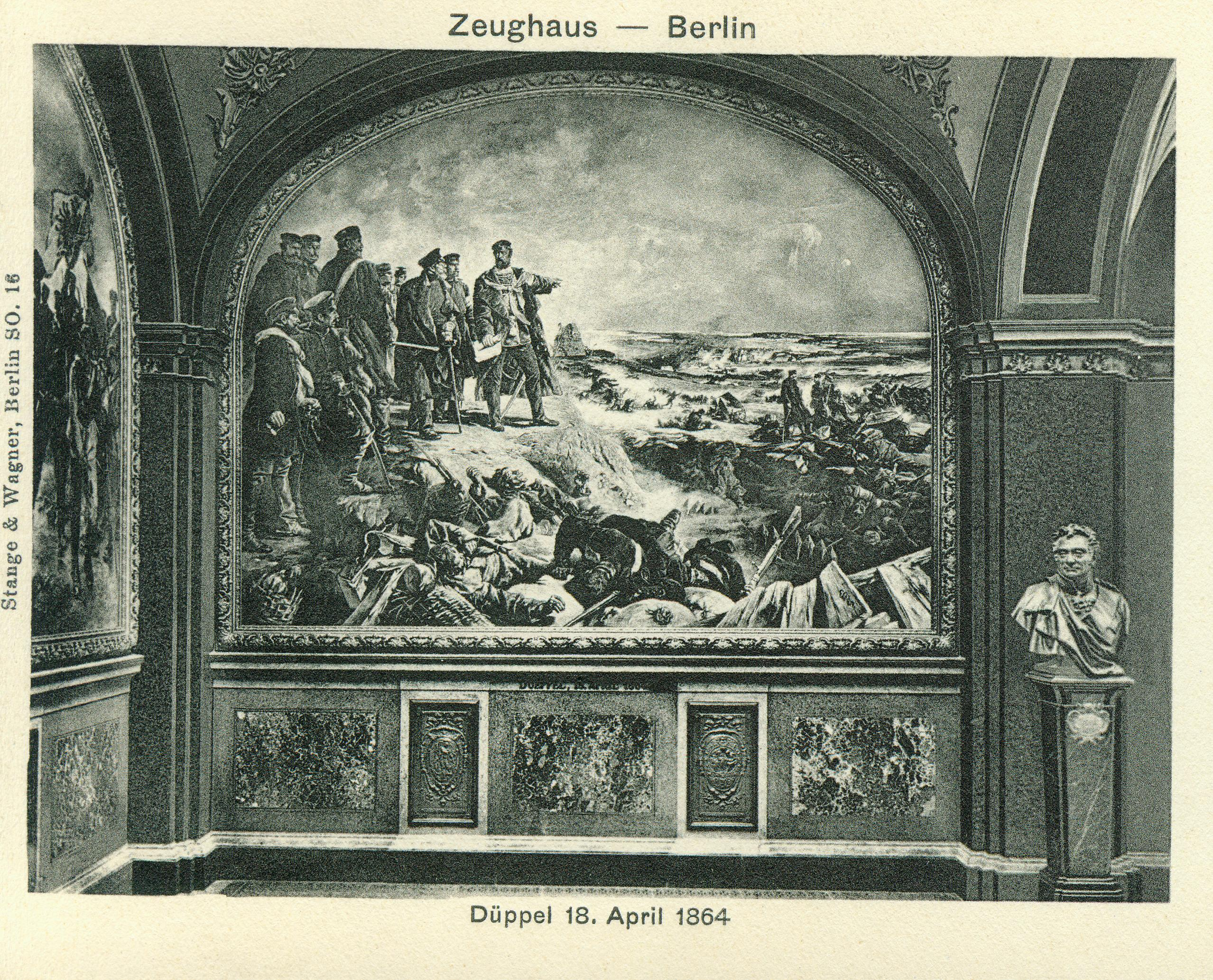
Prise de la redoute de Düppel 1864, photographie en noir et blanc de la peinture murale d'une publication vers 1888

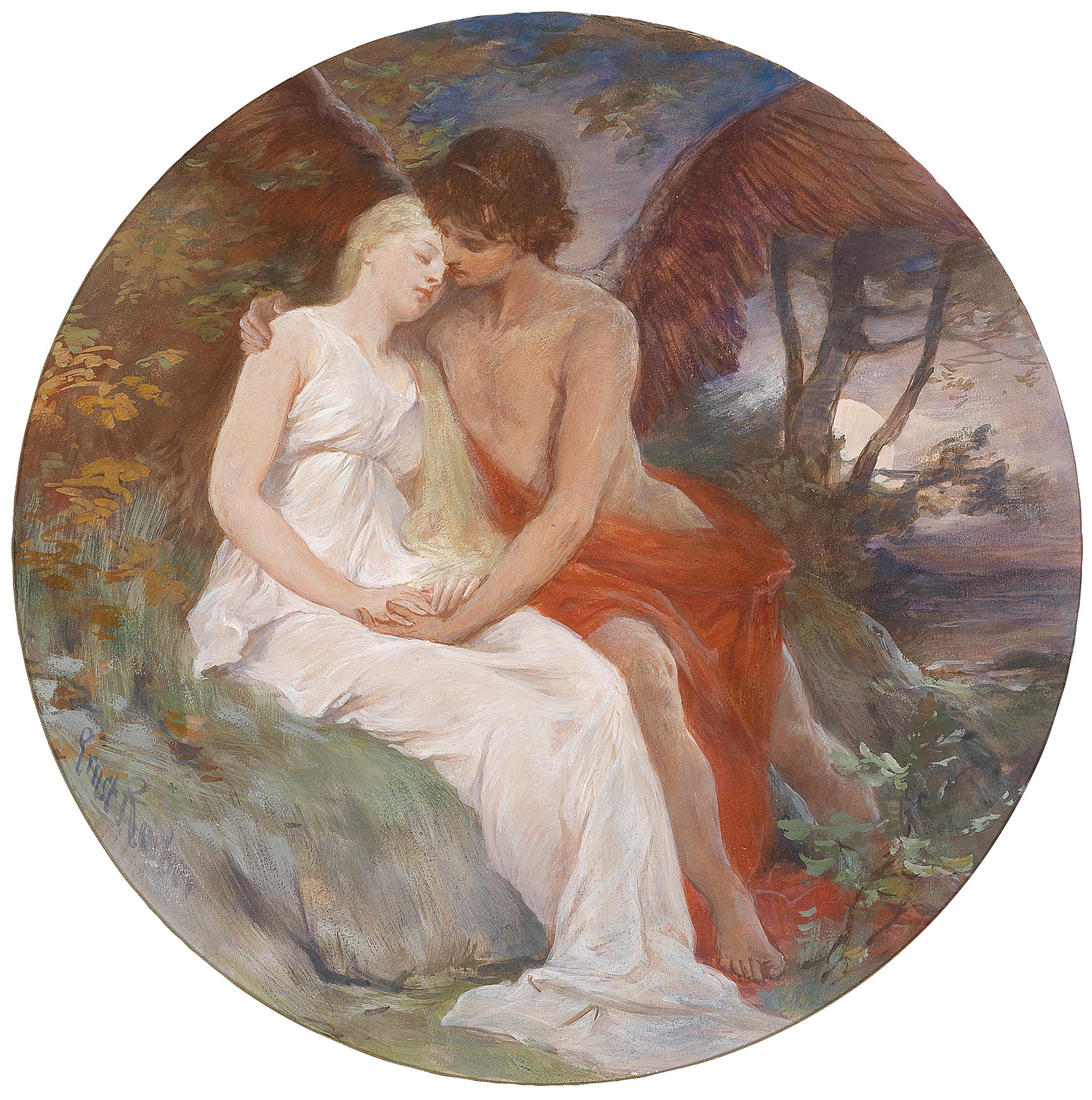
Amour et Psyché, gouache sur papier

Roeber créé principalement des allégories, des scènes d'histoire et de bataille ainsi que de l'art décoratif. Son œuvre est attribuée au wilhelminisme. En tant qu'illustrateur, il travaille pour des éditeurs de livres et des magazines, dont Die Gartenlaube.
- Peinture d'écoinçons et de lunettes dans la première salle Cornelius de la Galerie nationale de Berlin, 1874 à 1876, avec Eduard Bendemann, Rudolf Bendemann, Fritz Roeber et Wilhelm Beckmann[4]
- Attaque du lieutenant von Papen-Köningen du 5e régiment d'uhlans (de) contre le 2e régiment français de hussards à Bolchen devant Metz[5].
- Guillaume II en uniforme des Gardes du Corps
- Entrée de l'anti-roi Guillaume de Hollande à Cologne
- Entrée des Chevaliers de l'Ordre Teutonique à Marienbourg
- Décorations murales allégoriques et ornementales de l'exposition d'art et de la salle des textiles et des machines de l'exposition commerciale et artistique de Düsseldorf en 1880 (de), en collaboration avec Carl Gehrts (de), Karl Rudolf Sohn et Fritz Roeber[6]
- Assaut sur la redoute de Düppel en 1864. Peinture murale au Temple de la renommée de Berlin (de), 1888
- Pose de la première pierre de l'enceinte de la ville en 1313. Peinture murale dans la salle de réunion du conseil municipal de Dantzig, entre 1892 et 1898.
- Introduction du christianisme dans le pays de Berg à travers le sermon de l'apôtre bergeois Suitbertus. Peinture murale dans la salle de Berg de l'hôtel de la ville d'Elberfeld (de), entre 1901 et 1903
- Défaite du dynaste Arnold von Elverfeld par le comte Adolphe de Berg devant les murs de la ville. Peinture murale dans la salle de Berg de l'hôtel de la ville d'Elberfeld, entre 1901 et 1903 [7]
- Travailleurs posant des câbles en 1880. Image monumentale de six mètres de long pour le Carlswerk (de) à Cologne-Mülheim, Musée de la ville de Cologne
- Cupidon et Psyché. Gouache sur papier
- Cupidon danse sur une prairie forestière autour d'un poteau